# Charles Blake Cochran
Sir Charles Blake Cochran (Lindfield, 25 settembre 1872 – Londra, 31 gennaio 1951) è stato un impresario teatrale, attore e cantante inglese.

## Biografia
Charles Blake Cochran incominciò la sua carriera come attore e canzonettista negli Stati Uniti d'America, ma una volta rientrato in Patria si dedicò soprattutto all'organizzazione di spettacoli sportivi e di vario genere.
Nel 1911 si avvicinò al teatro come impresario, producendo Il miracolo (The Miracle) di Max Reinhardt ed ebbe un primo grande successo tre anni dopo lanciando il genere della rivista da camera.
Nel 1925, dopo varie traversie che lo portarono ad avere anche problemi finanziari, iniziò la collaborazione con Noël Coward, di cui produsse tra l'altro Cavalcade (1931).
Successivamente Cochran riuscì a gestire numerosi teatri londinesi producendo e programmando spettacoli di prosa e di rivista di alta qualità.
Vivace showman, ha anche posseduto un circo delle pulci e ha prodotto incontri di pugilato, circhi, rodei e uno spettacolo di medicina itinerante durante la sua lunga e variegata carriera.

## Opere

### Produzioni
- The Miracle (1911);
- Houp La! (1916)
- The Better 'Ole (1917);
- In the Night Watch (1918);
- As You Were (1918);
- The Man Who Came Back (1920);
- League of Notions (1921);
- Fun of the Fayre (1921);
- The Man in Evening Clothes (1924);
- One Damn Thing After Another (1927);
- This Year of Grace (1928);
- The Middle Watch (1929);
- Many Waters (1929);
- Bitter Sweet (1929);
- Wake Up and Dream (1929);
- Private Lives (1930);
- Cavalcade (1931);
- Words and Music (1932);
- Nymph Errant (1933);
- Conversation Piece (1934);
- Anything Goes (1935);
- Escape Me Never (1935);
- Paganini (1937);
- Big Ben  (1946);
- Bless the Bride (1947);
- The Ivory Tower (1948).

### Pubblicazioni
- Secrets of a Showman (1925);
- C.B.C.'s Review of Revues and Other Matters (1930);
- I Had Almost Forgotten (1932);
- Cock-a-Doodle-Do (1941);
- A Showman Looks On (1945).